# Масай Мара
„Масай Мара“ е резерват, национален парк в Кения, основан през 1948 г., като статут на резерват има от 1961 г. Отстои на около 270 км от столицата Найроби и е разположен в областта Масай Мара в югозападната част на Кения, до границата с Танзания.
На езика на масаите „мара“ означава „петнист“. Заедно с резервата „Серенгети“ в Танзания обхващат територия от 16 273 кв. км естествена среда за дивите животни на Африка. От тях 1519 кв. км принадлежат на „Масай Мара“. Той, заедно със „Серенгети“ и „Нгоронгоро“, са вероятно най-известните и популярни резервати не само в Африка, но и в целия свят.
Повърхността му представлява савана и ниски заоблени хълмове. През него минават 2 по-големи реки – Мара и Талек, чиито брегове са заети най-често от акациеви гори.
Животинският свят е изключително разнообразен и включва в себе си около 80 вида млекопитаещи.
По време на миграциите, 2 пъти годишно – при започване на дъждовете през юни на север и през октомври отново на юг, от южните части на „Серенгети“ се преселват по над 250 хил. зебри, над 500 хил. газели на Томсън и 1,5 – 2 млн. антилопи – гну, орикс, импала, слонове, биволи и др. защитени животни. Само по себе си това „велико преселение“ представлява неописуема гледка, много наподобяваща библейско пришествие от религиозна картина.
Хиляди животни стават жертви на лъвове, гепарди, хиени, чакали или крокодили при преминаване на реките. Някои загиват под копитата на себеподобните им в пристъп на паника.
Най-голям интерес за туристите представляват „Голямата петорка“ животни – слон, лъв, бивол, хипопотам и носорог. Но на не по-малък интерес се радват и зебрите, жирафите, маймуните, „големите котки“ – гепард, леопард.
Птичият свят наброява повече от 450 вида птици: щрауси, лешояди, орли, марабу, кенийска яребица.
Ловът на диви животни е абсолютно забранен.